# Охлобыстин, Николай Игоревич
Николай Игоревич Охлобыстин (род. 13 марта 1988, Москва) — российский хоккеист, нападающий, тренер. Мастер спорта России.

## Биография
Играл в московских хоккейный школах «Вымпел», «Динамо», «Крылья Советов», «Белые медведи». В сезоне-2005/06 — игрок команды первой лиги «Дмитров-2». Со следующего сезона — в команде Суперлиги «Химик» Мытищи. 6 ноября 2007 года был отдан в аренду в «Металлург» Новокузнецк. Затем выступал за клубы «Рысь» и МХК «Крылья Советов» (2008/09), «Прогресс» Глазов, «Кристалл» Саратов и «Саров» (все — 2009/10), «Лада» Тольятти (2010/11 — 2011/12), «Саров» и «Донбасс-2» (2011/12), ТХК Тверь (2012/13), «Саров» (4 матча в сентябре — октябре 2013). Два года не играл из-за семейных обстоятельств, в сезоне 2014/15 (до февраля) — тренер в юношеской команде «Метеор» (Москва). Сезон-2015/16 начал в команде ВХЛ «Звезда-ВДВ» Дмитров. Проведя четыре матча, уехал в США, где выступал за команды ФХЛ «Брюстер Буллдогз» (2015/16) и «Данбери Тайтенс» (2016/17).
Тренер в московских хоккейных школах «Морозово» (2019—2022), «Авангард» (2022—2023). С 2023 года — тренер в школе «Гранит» (Долгопрудный).